# Янка (комуна)
Янка (рум. Ianca) — комуна у повіті Олт в Румунії. До складу комуни входять такі села (дані про населення за 2002 рік):
- Потелу (1453 особи)
- Янка (3013 осіб)

Комуна розташована на відстані 169 км на південний захід від Бухареста, 73 км на південь від Слатіни, 66 км на південний схід від Крайови.

## Населення
За даними перепису населення 2002 року у комуні проживали 4466 осіб.
Національний склад населення комуни:
| Національність   | Кількість осіб | Відсоток |
| ---------------- | -------------- | -------- |
| румуни           | 4405           | 98,6%    |
| цигани           | 59             | 1,3%     |
| росіяни-липовани | 1              | < 0,1%   |
| серби            | 1              | < 0,1%   |

Рідною мовою назвали:
| Мова      | Кількість осіб | Відсоток |
| --------- | -------------- | -------- |
| румунська | 4432           | 99,2%    |
| циганська | 32             | 0,7%     |
| російська | 1              | < 0,1%   |
| сербська  | 1              | < 0,1%   |

Склад населення комуни за віросповіданням:
| Релігія        | Кількість осіб | Відсоток |
| -------------- | -------------- | -------- |
| православні    | 4423           | 99,0%    |
| адвентисти     | 31             | 0,7%     |
| п'ятдесятники  | 9              | 0,2%     |
| греко-католики | 2              | < 0,1%   |
| мусульмани     | 1              | < 0,1%   |